# Джеймс Елрой
Джеймс Елрой (на английски: James Ellroy) е американски писател на произведения в жанра трилър r криминален роман.

## Биография и творчество
Джеймс Елрой е роден  на 4 март 1948 г. в Лос Анджелис, САЩ. Баща му е бил счетоводител, а майка му – медицинска сестра. Шест години по-късно родителите му се развеждат.
Майка му е убита на 22 юни 1958 г. По-късно Елрой се опитва да разплете безуспешно този случай. Това е описано в документалната му книга „Моите тъмни места“. Като тийнейджър Елрой краде, взема наркотици, праща нацистки памфлети на момичетата, критикува Кенеди и защитава робството. Дори извършва някои сексуални перверзии. Известно време изкарва в затвора.
На десет години Джеймс става горещ почитател на криминалната литература и по-специално на Харди Бойс. В книга за историята на полицията от Лос Анджелис открива случките за Черната Далия, за ченгета и престъпници, които описва по-късно в „Ел Ей квартет“. Тази тетралогия разказва за ченгетата от този град през 1950-те години. Тя е съставена от „Черната Далия“, „Голямото никъде“, „Поверително от Ел Ей“ и „Белият джаз“. Тези книги стават международни бестселъри. Те съставят черната криминална антиистория на родния му град. По този повод Елрой пише: „Смятам, че историята на Америка през 20 век е историята на престъпленията на лошите бели мъже и затова искам да прославя тези хора“.
Авторът е тясно асоцииран с Лос Анджелис по същия начин, както Реймънд Чандлър. Някои от книгите му са филмирани. Най-голям успех, както и много номинации и награди, има „Поверително от Ел Ей“ от 1997 г. През лятото на 1995 г. Елрой се премества в Канзас Сити, където живее и днес.

### Самостоятелни романи
- Brown's Requiem (1981)[1]
- Clandestine (1982)
- Silent Terror (1986) - издаден и като Killer On the Road
- Widespread Panic (2021)
- The Enchanters (2023)

### Поредица „Лойд Хопкинс” (Lloyd Hopkins)
1. Blood on the Moon (1984)[1]
2. Because the Night (1984)
3. Suicide Hill (1985)

### Поредица „Ел. Ей.” (L.A.)
1. The Black Dahlia (1987)[1]
2. The Big Nowhere (1988)
3. L.A. Confidential (1990)
4. White Jazz (1992)

### Поредица „Американски ъндърграунд” (American Underworld)
1. American Tabloid (1995)[1]
2. The Cold Six Thousand (2001)
3. Blood is a Rover (2011)

### Поредица „Ел. Ей. 2” (Second L.A.)
1. Perfidia (2013)[1]
2. This Storm (2018)

### Сборници
- Hollywood Nocturnes (1982)[1]
- Crime Wave (1999)
- Destination: Morgue (2004)

### Документалистика
- My Dark Places (1996)[1]
- The Best American Crime Writing 2005 (2005) - с Ото Пенцлер
- The Hilliker Curse (2010)
- LAPD '53 (2015) - с Музея на полицията в Лос Анджелис

## Филмография

### Филми
- 1988 Cop
- 1997 Поверително от Ел Ей
- 1998 Brown's Requiem
- 2002 Stay Clean
- 2002 Vakvagany
- 2002 Dark Blue
- 2003 Das Bus
- 2005 James Ellroy presents Bazaar Bizarre
- 2006 The Black Dahlia
- 2008 Улични крале
- 2008 Land of the Living
- 2011 Rampart